# Václav Vít
P. Václav Vít (8. prosince 1921 Krčín u Nového Města nad Metují – 5. srpna 1996 Ledeč nad Sázavou) byl český katolický kněz a politický vězeň komunistického režimu.

## Dětství, mládí a kněžské působení do zatčení
Narodil se v Krčíně u Nového Města nad Metují jako syn vojenského důstojníka Václava Víta a Anny, roz. Radové. Po maturitě na náchodském gymnáziu v roce 1941 vstoupil do kněžského semináře v Hradci Králové. Na kněze byl vysvěcen 29. června 1946 v Hradci Králové. Od 1. srpna 1946 do 31. července 1948 působil jako kaplan v Žamberku, od 1. srpna 1948 do 31. července 1950 jako kaplan v Černilově a od 1. srpna 1950 do roku 1953 v Miletíně jako kaplan a administrátor v Sobčicích a Chomuticích (okr. Hořice v Podkrkonoší).
Do roku 1948 byl členem Lidové strany. Na počátku roku 1953 se zapojil do činnosti ilegální skupiny připravované Křesťansko-demokratické strany na Hořicku. Činnost skupiny spočívala převážně v šíření křesťansko-demokratických myšlenek a protikomunistických tiskovin v jejím okolí a v získávání nových členů. Ke konci roku 1953 byla skupina prozrazena a následně proti ní tvrdě zasáhla StB.

## Politický proces se skupinou Kavan František a spol.
P. Václav Vít byl zatčen 4. prosince 1953 na faře v Chomuticích na základě vykonstruovaného obvinění z protistátní činnosti. 14. – 15. června 1954 byl spolu s devíti dalšími souzen v Hradci Králové v politickém procesu se skupinou Kavan František a spol. Tento proces byl součástí celé série politických procesů, které měly ukázat rozvětvenost a nebezpečnost celostátní odbojové organizace Legie svobody – DAAK, jejíž vedení si již odpykávalo dlouholeté tresty. Spolu s dalšími souzenými byl obžalován z toho, že v Hořicích a jinde prováděli protistátní činnost namířenou k odstranění lidově demokratického zřízení. V tomto vykonstruovaném politickém procesu byl P. Václav Vít 15. června 1954 odsouzen pro trestný čin velezrady k jedenácti a půl letům odnětí svobody. Jednalo se o jeden z nejvyšších trestů z celé skupiny, který byl zcela nepřiměřený jeho činnosti.

## Věznění
V komunistických žalářích byl následně vězněn šest let: od června 1954 do podzimu 1957 v Leopoldově na jižním Slovensku, od listopadu 1957 ve Valdicích (v bývalé kartouze) u Jičína. Jeho spoluvězni byli mimo jiné želivský opat Bohumil Vít Tajovský nebo královéhradecký biskup Karel Otčenášek. Podle vzpomínky jeho spoluvězně historika Václava Vaško musel ve vězení drát peří. Usnesením Krajského soudu v Hradci Králové mu byl 19. července 1955 původní trest zkrácen o jeden rok. 27. února 1957 podala jeho matka Anna Vítová žádost o přezkoumání případu svého syna, která však byla odložena jako neodůvodněná. Dne 20. června 1960 byl z vězení propuštěn na základě amnestie prezidenta republiky pod podmínkou, že se během následujících deseti let nedopustí žádného trestného činu. Tato podmínka byla zrušena po amnestii z roku 1965.

## Nádenické práce po propuštění z vězení
Po propuštění z vězení si musel odbýt povinnou základní (náhradní) vojenskou službu v Havlíčkově Brodě, kde od 3. ledna 1961 do 3. června 1961 spolu s dalšími propuštěnými šest měsíců škrabal cihly a prováděl demoliční práce. Ani poté se nesměl vrátit do duchovní správy, nýbrž v letech 1961–1966 mu bylo nařízeno pracovat v cihelnách v Krčíně a Křovicích.

## Kněžské působení v Chřenovicích a okolí
Teprve v roce 1966 mu byl udělen státní souhlas k výkonu duchovní služby. 15. prosince 1966 nastoupil do duchovní správy jako administrátor v Chřenovicích u Ledče nad Sázavou, kde měl na starosti několik vesnic (Chřenovice, Pertoltice a další). Zde působil až do své smrti. Byl velmi mírné a laskavé povahy. Jako kněz byl velmi oblíbený a byl vyhledávaný i jako zpovědník. Za jeho spravování farnosti byl v roce 1972 opraven celý vnitřek kostela sv. Václava v Chřenovicích, včetně maleb.
Zemřel 5. srpna 1996 v nemocnici v Ledči nad Sázavou. Pohřben byl do rodinného hrobu v Krčíně u Nového Města nad Metují. Jeho pohřbu se zúčastnil mimo jiné královéhradecký biskup Karel Otčenášek.

## Rehabilitace a posmrtné ocenění
19. října 1990 byl rozhodnutím Krajského soudu v Hradci Králové rehabilitován. Při příležitosti prvního výročí úmrtí mu byla odhalena pamětní deska v kostele v Chřenovicích.